# Истяцкая
Истяцкая — деревня в Вагайском районе Тюменской области, входит в состав Первомайского сельского поселения.

## География
Недалеко от деревни протекает река Вагай. Автобусное сообщение.

## Население
| 2010 |
| ---- |
| 17   |